# Leichtathletik-Weltmeisterschaften 2019/1500 m der Männer

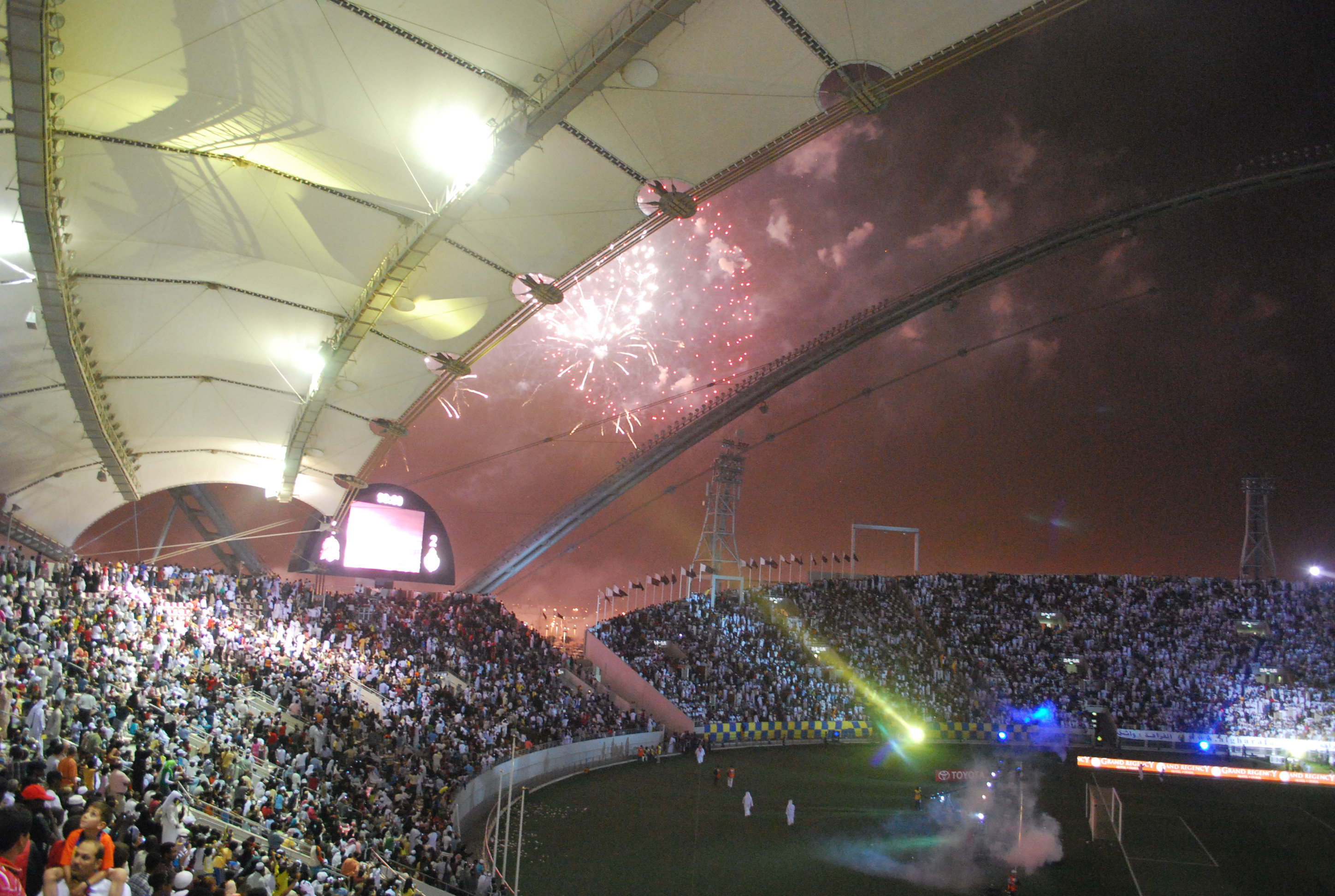
Das Khalifa International Stadium während des Emir Cups im Jahr 2009

Der 1500-Meter-Lauf der Männer bei den Leichtathletik-Weltmeisterschaften 2019 fand am 3., 4. und 6. Oktober 2019 im Khalifa International Stadium der katarischen Hauptstadt Doha statt.
43 Athleten aus 24 Ländern nahmen teil.
Es siegte der kenianische Vizeweltmeister von 2017 und zweifache Vizeafrikameister (2016/2018) Timothy Cheruiyot. Er gewann vor dem algerischen Olympiasieger von 2012 und Olympiazweiten von 2016 Taoufik Makhloufi. Dieser hatte über 800 Meter 2016 eine zweite olympische Silbermedaille gewonnen und war auf dieser Distanz bei den Afrikameisterschaften 2012 Erster und 2014 Dritter gewesen. Bronze ging an den polnischen Vizeeuropameister von 2018 Marcin Lewandowski. Auch er hatte auf der kürzeren Mittelstrecke von 800 Metern Medaillen gewonnen: 2010 EM-Gold und 2016 EM-Silber.

## Rekorde
Vor dem Wettbewerb galten folgende Rekorde:
| Weltrekord | Hicham El Guerrouj | 3:26,00 min | Rom, Italien                            | 14. Juli 1998   |
| WM-Rekord  | Hicham El Guerrouj | 3:27,65 min | Weltmeisterschaften in Sevilla, Spanien | 24. August 1999 |

Der bestehende WM-Rekord wurde bei diesen Weltmeisterschaften nicht eingestellt und nicht verbessert.
Es wurden zwei Landesrekorde aufgestellt:
- 3:31,46 min – Marcin Lewandowski (Polen), Finale am 1. Oktober
- 3:33,70 min – Kalle Berglund (Schweden), Finale am 1. Oktober

## Vorläufe
Aus den drei Vorläufen qualifizieren sich die jeweils sechs Ersten jedes Laufes – hellblau unterlegt – und zusätzlich die sechs Zeitschnellsten – hellgrün unterlegt – für das Halbfinale.

### Lauf 1
3. Oktober 2019, 22:00 Uhr Ortszeit (21:00 Uhr MESZ)
| Platz | Athlet                  | Land           | Offizielle Zeit (min) | Tausendstelsek. (inoffiziell) |
| ----- | ----------------------- | -------------- | --------------------- | ----------------------------- |
| 1     | Jakob Ingebrigtsen      | Norwegen       | 3:37,67               |                               |
| 2     | Alexis Miellet          | Frankreich     | 3:37,69               | 3:37,683                      |
| 3     | Matthew Centrowitz      | USA            | 3:37,69               | 3:37,690                      |
| 4     | Jake Wightman           | Großbritannien | 3:37,72               |                               |
| 5     | Marcin Lewandowski      | Polen          | 3:37,75               |                               |
| 6     | Amos Bartelsmeyer       | Deutschland    | 3:37,80               |                               |
| 7     | Samuel Tefera           | Äthiopien      | 3:37,82               |                               |
| 8     | Adel Mechaal            | Spanien        | 3:37,95               |                               |
| 9     | Filip Sasínek           | Tschechien     | 3:38,17               |                               |
| 10    | George Manangoi         | Kenia          | 3:38,39               |                               |
| 11    | Ryan Gregson            | Australien     | 3:38,69               |                               |
| 12    | Abdi Waiss Mouhyadin    | Dschibuti      | 3:38,79               |                               |
| 13    | Hicham Ouladha          | Marokko        | 3:39,86               |                               |
| 14    | Abraham Rotich          | Bahrain        | 3:45,19               |                               |
| 15    | Lucirio Antonio Garrido | Venezuela      | 3:52,93               |                               |

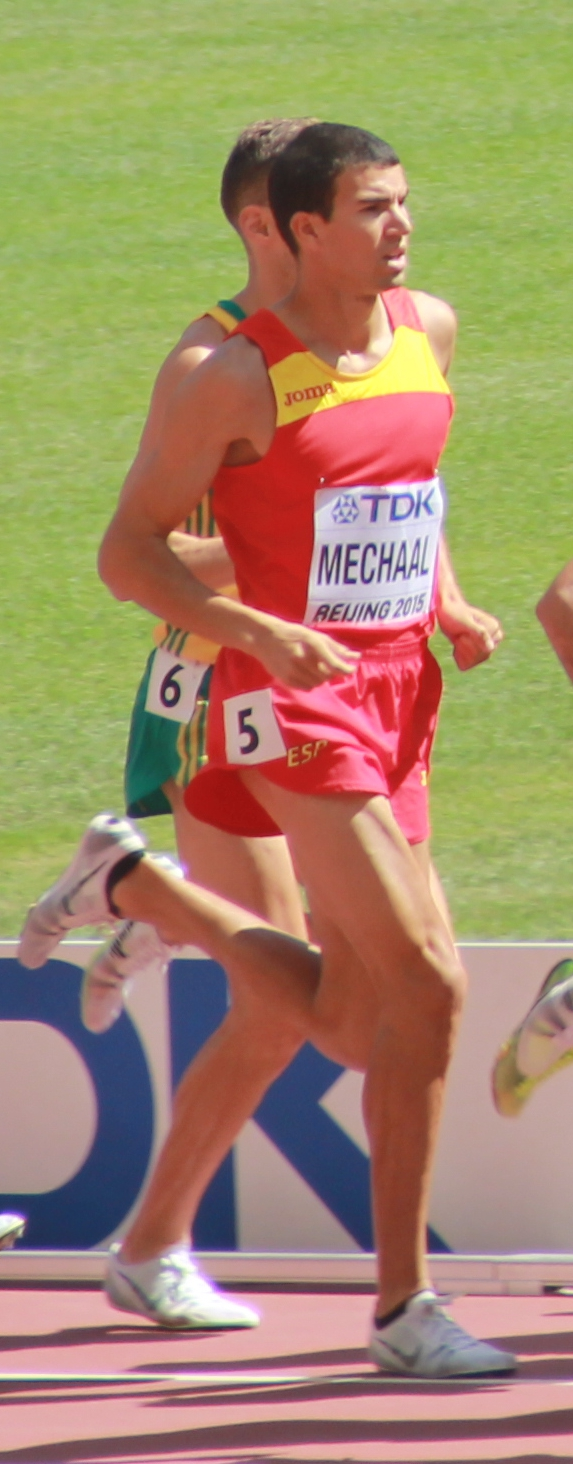
Adel Mechaal – ausgeschieden als Achter in 3:37,95 min

Weitere im ersten Vorlauf ausgeschiedene Läufer:

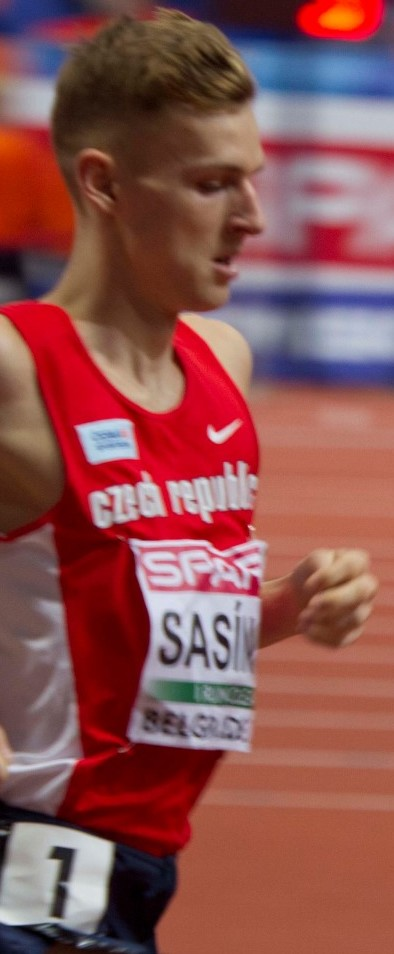
Filip Sasínek Rang neun in 3:38,17 min
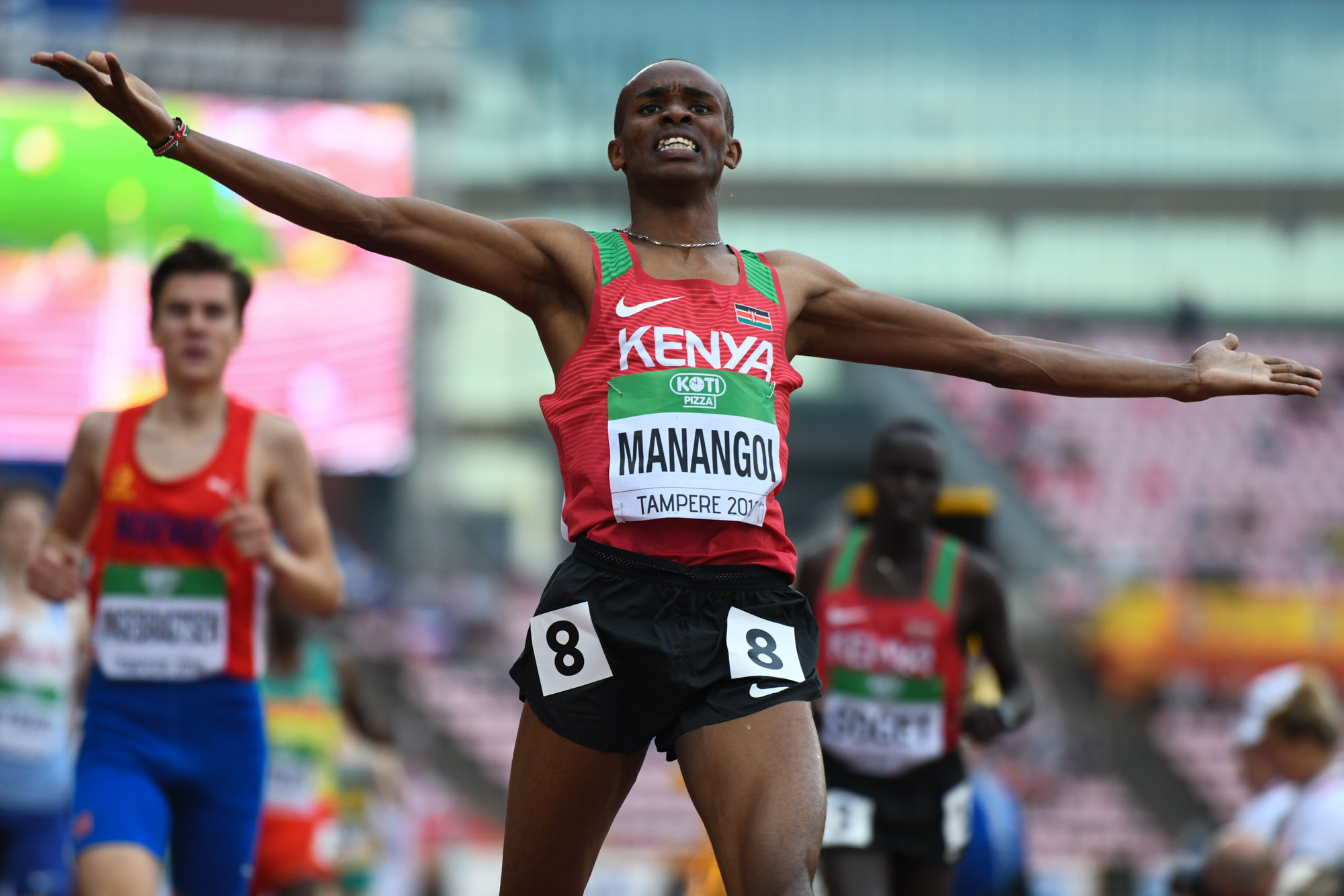
George Manangoi Rang zehn in 3:38,39 min
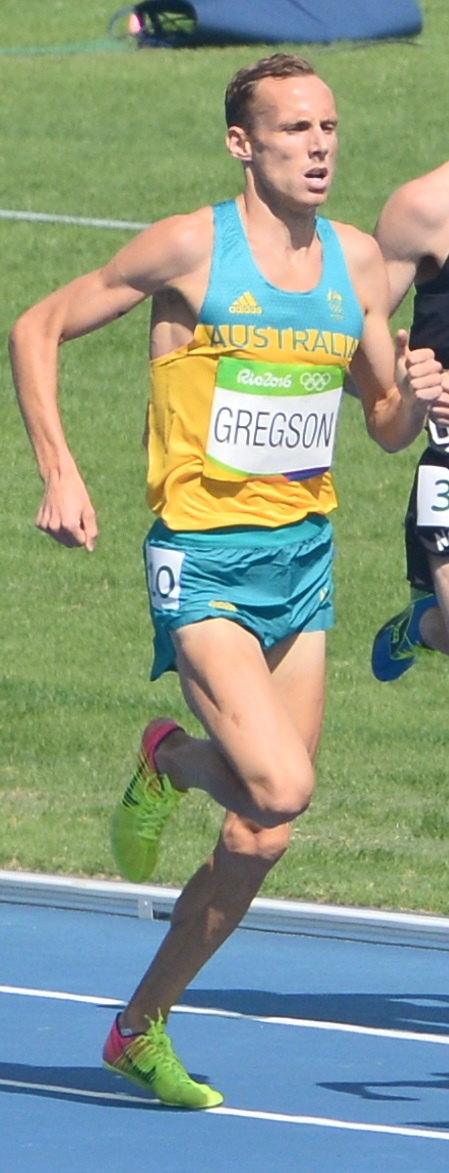
Ryan Gregson Rang elf in 3:38,69 min
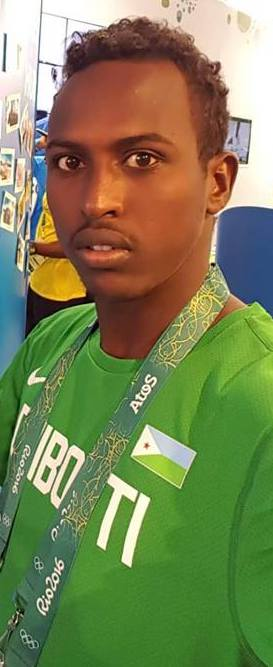
Abdi Waiss Mouhyadin Rang zwölf in 3:38,79 min
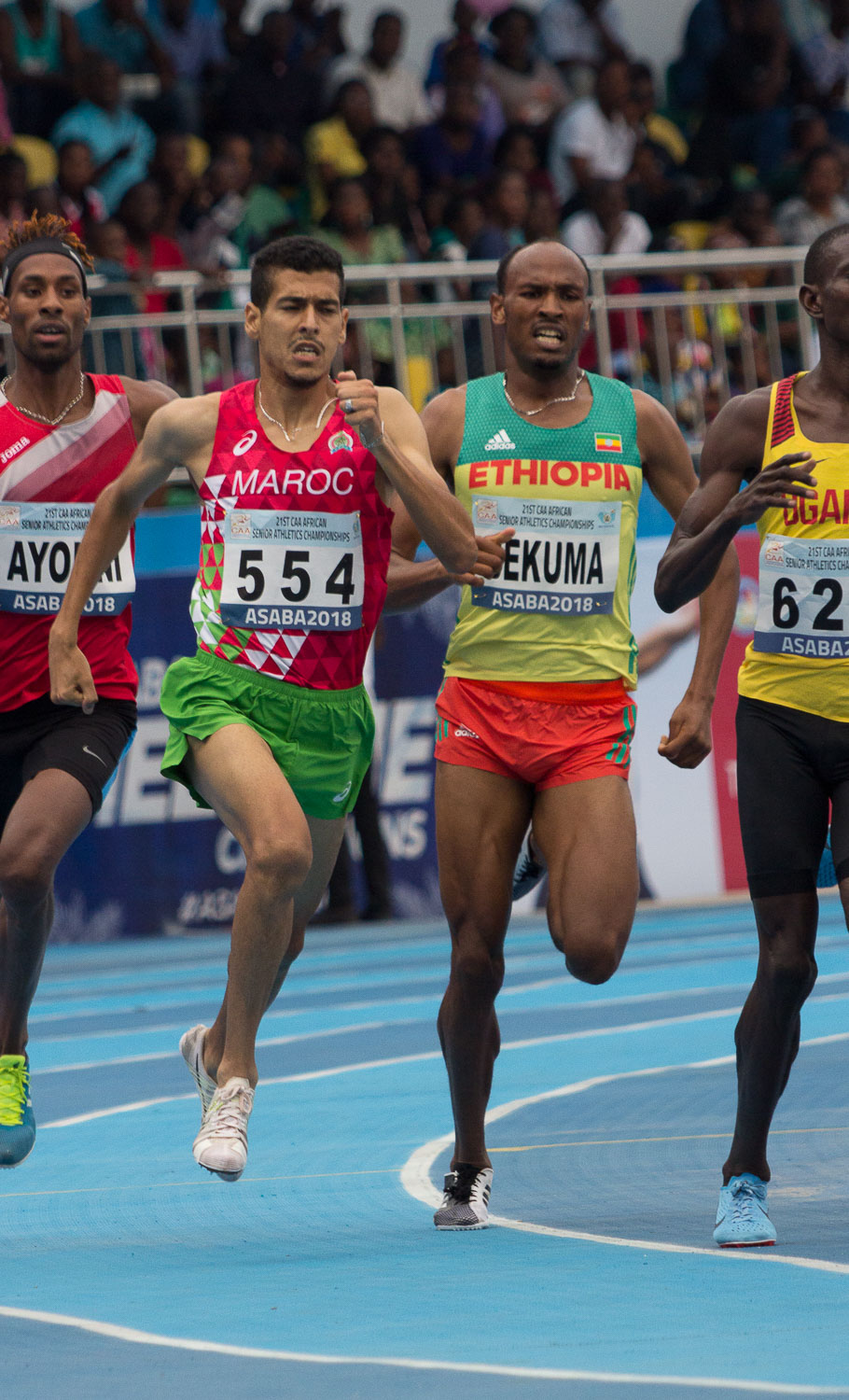
Hicham Ouladha Rang dreizehn in 3:39,86 min

### Lauf 2
3. Oktober 2019, 22:12 Uhr Ortszeit (21:12 Uhr MESZ)

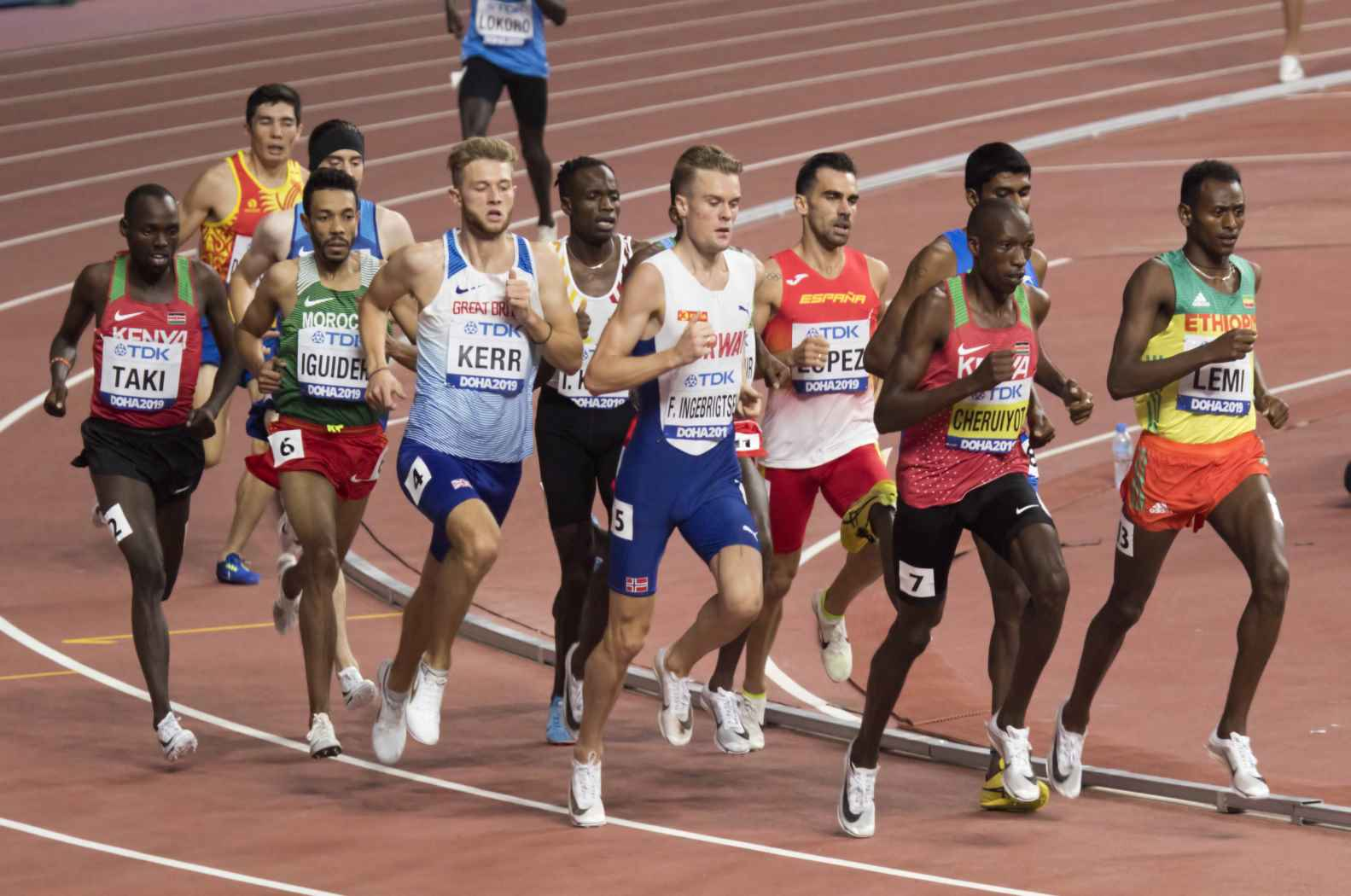
Das Läuferfeld im zweiten Vorlauf

In diesem Rennen kam es zu unverschuldeten Stürzen des Australiers Matthew Ramsden und des Äthiopiers Teddese Lemi. Beide wurden deshalb nach Juryentscheid später trotz Nichterfüllung der Qualifikationskriterien zum Halbfinale zugelassen.
| Platz | Athlet                 | Land                 | Zeit (min) |
| ----- | ---------------------- | -------------------- | ---------- |
| 1     | Timothy Cheruiyot      | Kenia                | 3:36,82    |
| 2     | Josh Kerr              | Großbritannien       | 3:36,99    |
| 3     | Ben Blankenship        | USA                  | 3:37,13    |
| 4     | Filip Ingebrigtsen     | Norwegen             | 3:37,26    |
| 5     | Abdelaati Iguider      | Marokko              | 3:37,44    |
| 6     | Kevin López            | Spanien              | 3:37,62    |
| 7     | Isaac Kimeli           | Belgien              | 3:37,87    |
| 8     | Youssouf Hiss Bachir   | Dschibuti            | 3:37,93    |
| 9     | Kumari Taki            | Kenia                | 3:37,98    |
| 10    | Jinson Johnson         | Indien               | 3:39,86    |
| 11    | Teddese Lemi           | Äthiopien            | 3:41,32    |
| 12    | Mussulman Dscholomanow | Kirgisistan          | 3:45,07    |
| 13    | Matthew Ramsden        | Australien           | 3:47,59    |
| 14    | Paulo Amotun Lokoro    | Athlete Refugee Team | 3:48,98    |
| DNS   | Rabii Doukkana         | Frankreich           |            |

Im zweiten Vorlauf ausgeschiedene Läufer:

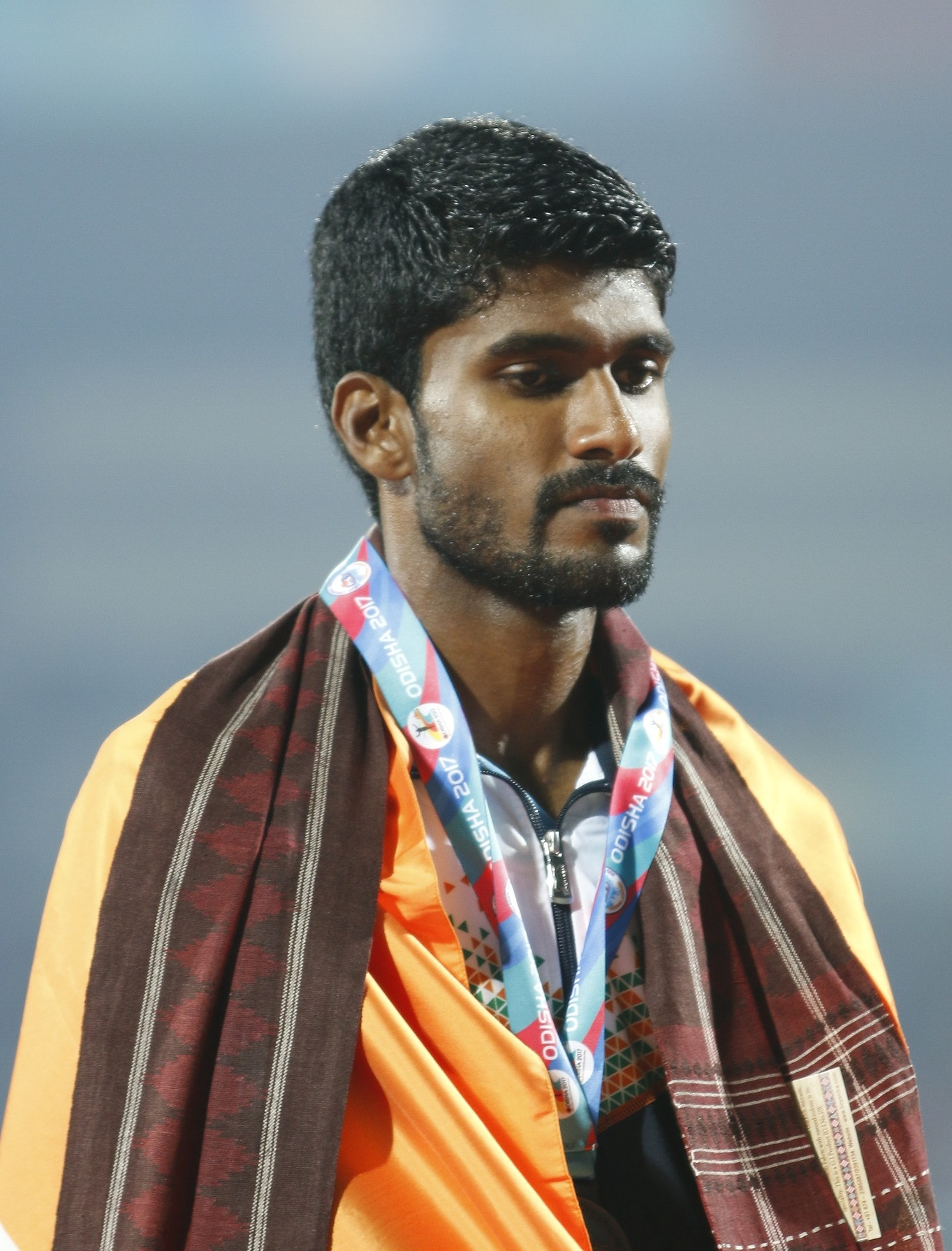
Jinson Johnson Rang zehn in 3:39,86 min
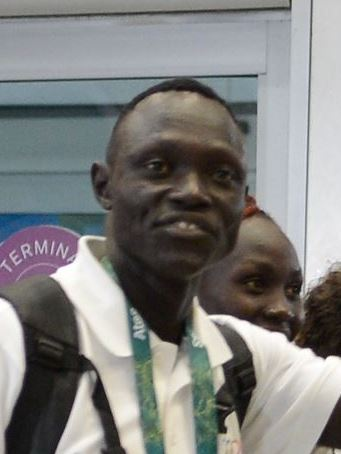
Paulo Amotun Lokoro Rang vierzehn in 3:48,98 min

### Lauf 3
3. Oktober 2019, 22:24 Uhr Ortszeit (21:24 Uhr MESZ)
| Platz | Athlet                  | Land           | Zeit (min) |
| ----- | ----------------------- | -------------- | ---------- |
| 1     | Ayanleh Souleiman       | Dschibuti      | 3:36,16    |
| 2     | Taoufik Makhloufi       | Algerien       | 3:36,18    |
| 3     | Kalle Berglund          | Schweden       | 3:36,19    |
| 4     | Neil Gourley            | Großbritannien | 3:36,31    |
| 5     | Craig Engels            | USA            | 3:36,35    |
| 6     | Ronald Musagala         | Uganda         | 3:36,54    |
| 7     | Ronald Kwemoi           | Kenia          | 3:36,66    |
| 8     | Jesús Gómez             | Spanien        | 3:36,72    |
| 9     | Stewart McSweyn         | Australien     | 3:36,88    |
| 10    | Ismael Debjani          | Belgien        | 3:39,11    |
| 11    | Jakub Holuša            | Tschechien     | 3:39,79    |
| 12    | Abdullahi Jama Mohamed  | Somalia        | 3:40,84    |
| 13    | Abdirahman Saeed Hassan | Katar          | 3:42,24    |
| 14    | Yach Majok Koon Wol     | Südsudan       | 3:46,24    |
| DNS   | Brahim Kaazouzi         | Marokko        |            |

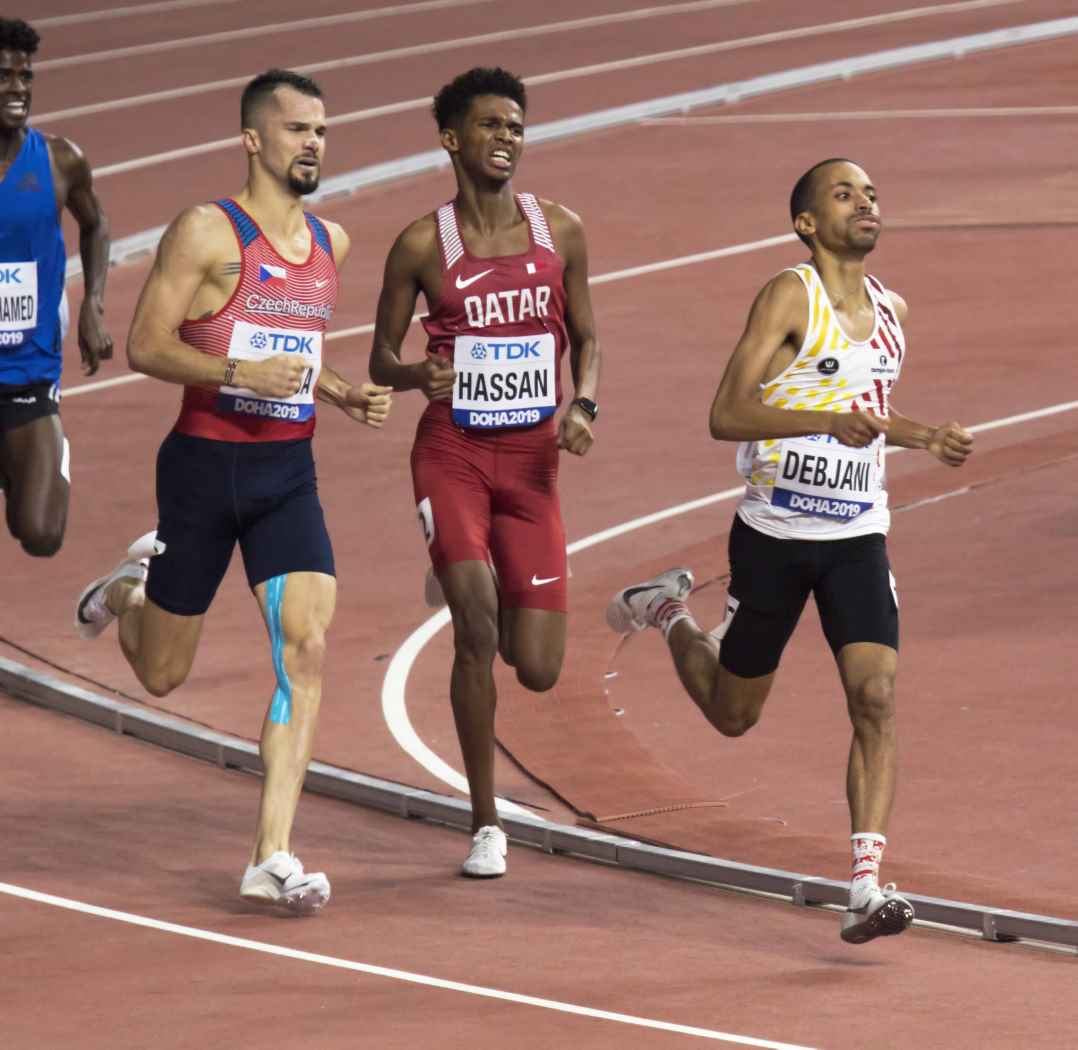
Szene aus dem dritten Vorlaufrennen

Im dritten Vorlauf ausgeschiedene Läufer:

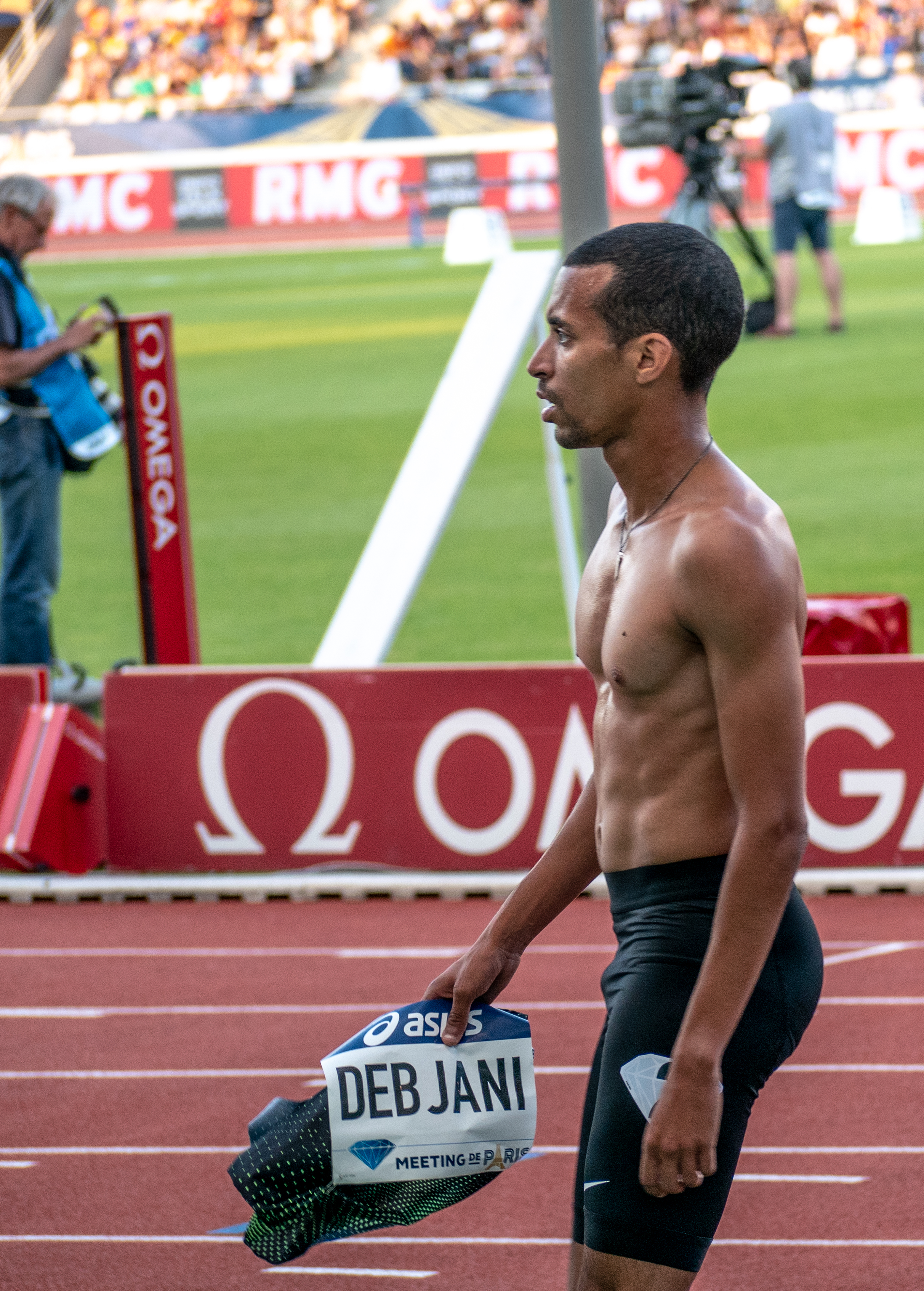
Ismael Debjani Rang zehn in 3:39,11 min
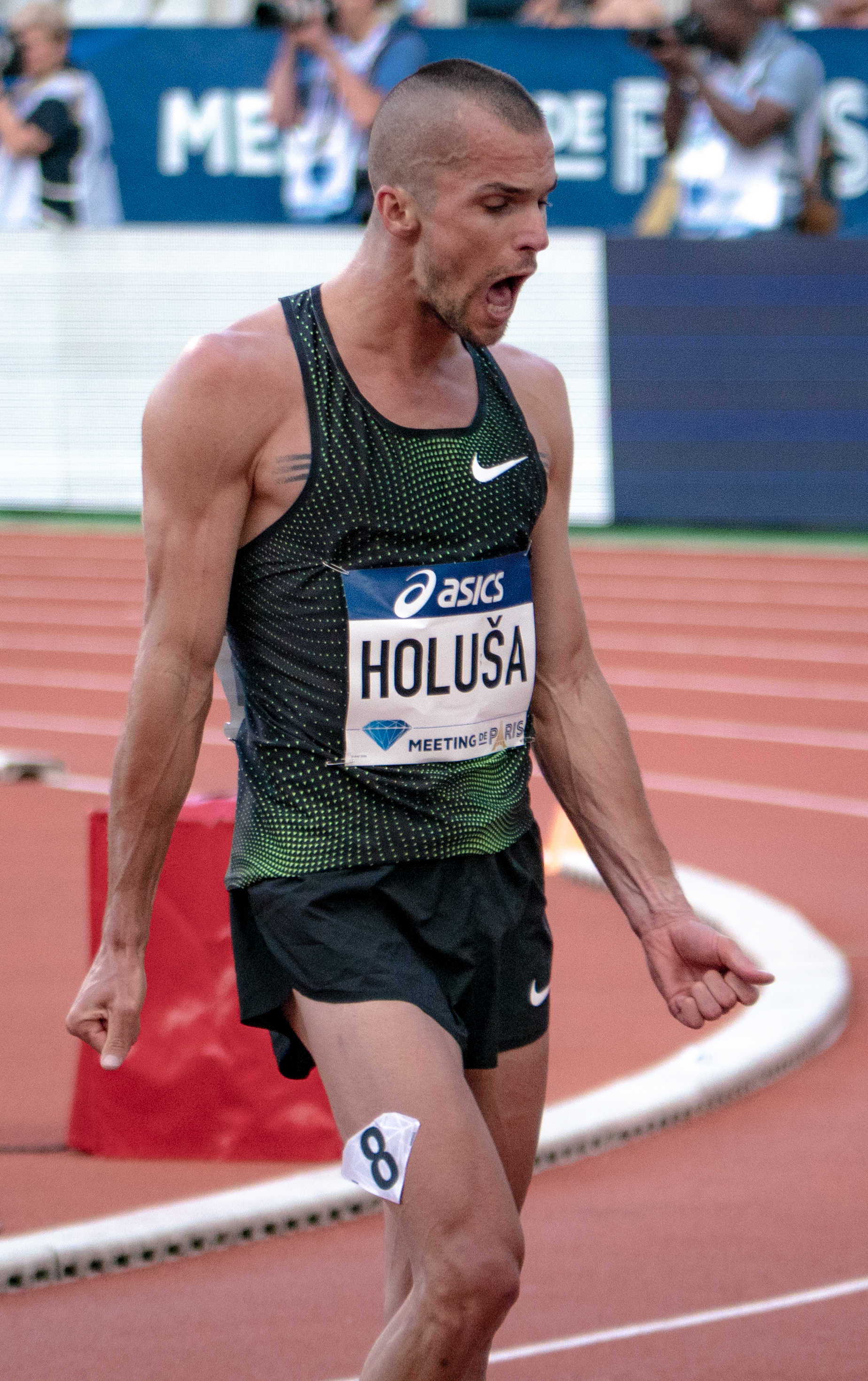
Jakub Holuša Rang elf in 3:39,79 min

## Halbfinale
Aus den beiden Halbfinalläufen qualifizierten sich die fünf Ersten jedes Laufes – hellblau unterlegt – und zusätzlich die beiden Zeitschnellsten – hellgrün unterlegt – für das Finale.

### Lauf 1
4. Oktober 2019, 20:05 Uhr Ortszeit (19:05 Uhr MESZ)
| Platz | Athlet             | Land           | Zeit (min) |
| ----- | ------------------ | -------------- | ---------- |
| 1     | Timothy Cheruiyot  | Kenia          | 3:36,53    |
| 2     | Taoufik Makhloufi  | Algerien       | 3:36,69    |
| 3     | Neil Gourley       | Großbritannien | 3:36,69    |
| 4     | Craig Engels       | USA            | 3:36,69    |
| 5     | Kalle Berglund     | Schweden       | 3:36,72    |
| 6     | Ben Blankenship    | USA            | 3:36,98    |
| 7     | Filip Ingebrigtsen | Norwegen       | 3:37,00    |
| 8     | Alexis Miellet     | Frankreich     | 3:37,39    |
| 9     | Isaac Kimeli       | Belgien        | 3:37,50    |
| 10    | Stewart McSweyn    | Australien     | 3:37,95    |
| 11    | Ayanleh Souleiman  | Dschibuti      | 3:38,35    |
| 12    | Teddese Lemi       | Äthiopien      | 3:38,79 PB |
| 13    | Jesús Gómez        | Spanien        | 3:40,29    |

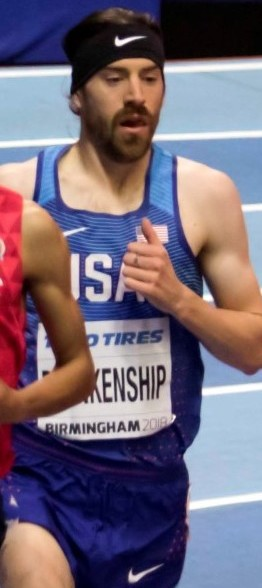
Ben Blankenship
Rang sechs in 3:36,98 min

Weitere im ersten Halbfinale ausgeschiedene Läufer:

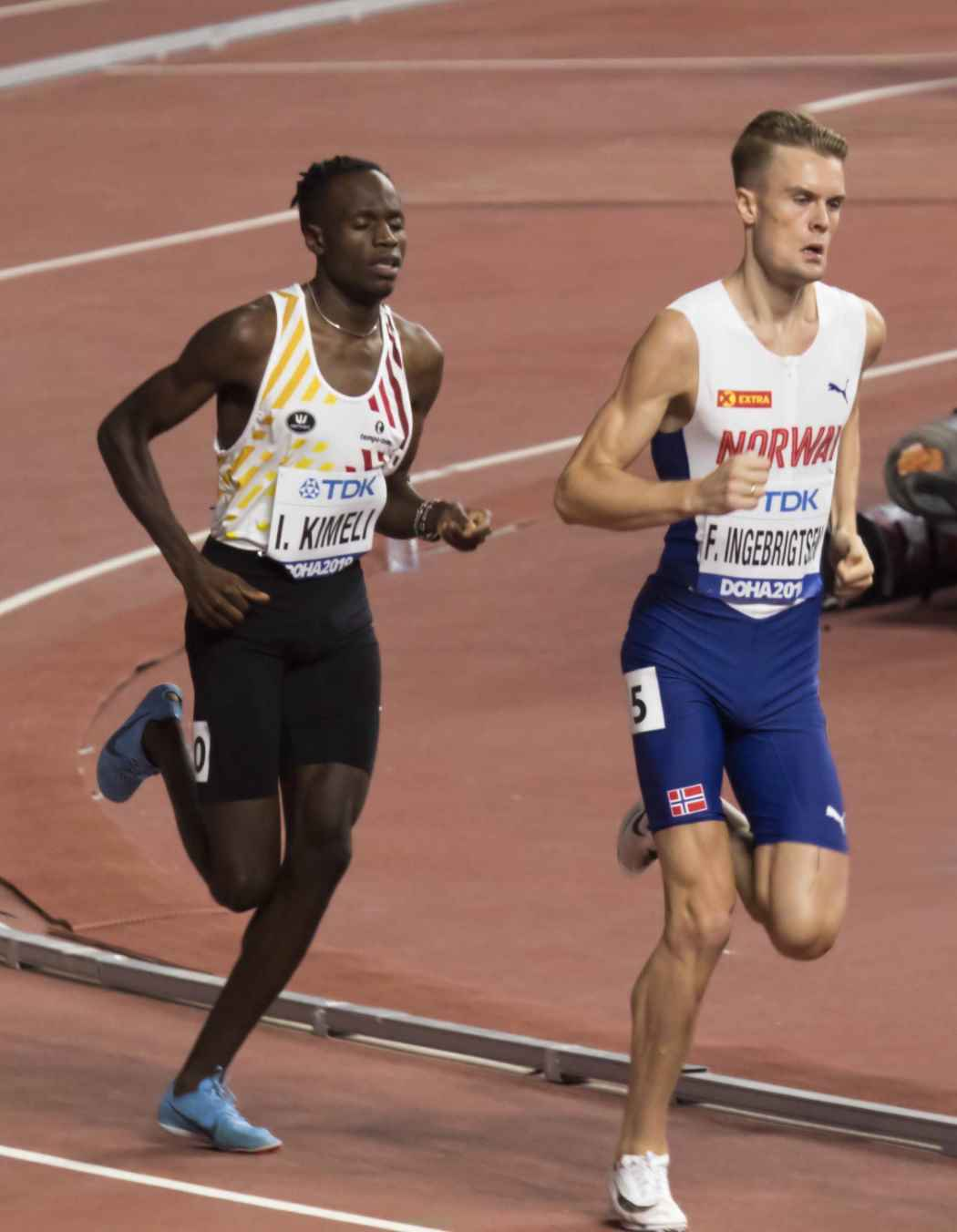
Filip Ingebrigtsen (rechts) – Rang sieben in 3:37,00 min Isaac Kimeli – Rang neun in 3:37,50 min
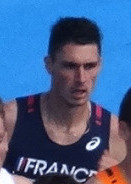
Alexis Miellet Rang acht in 3:37,39 min
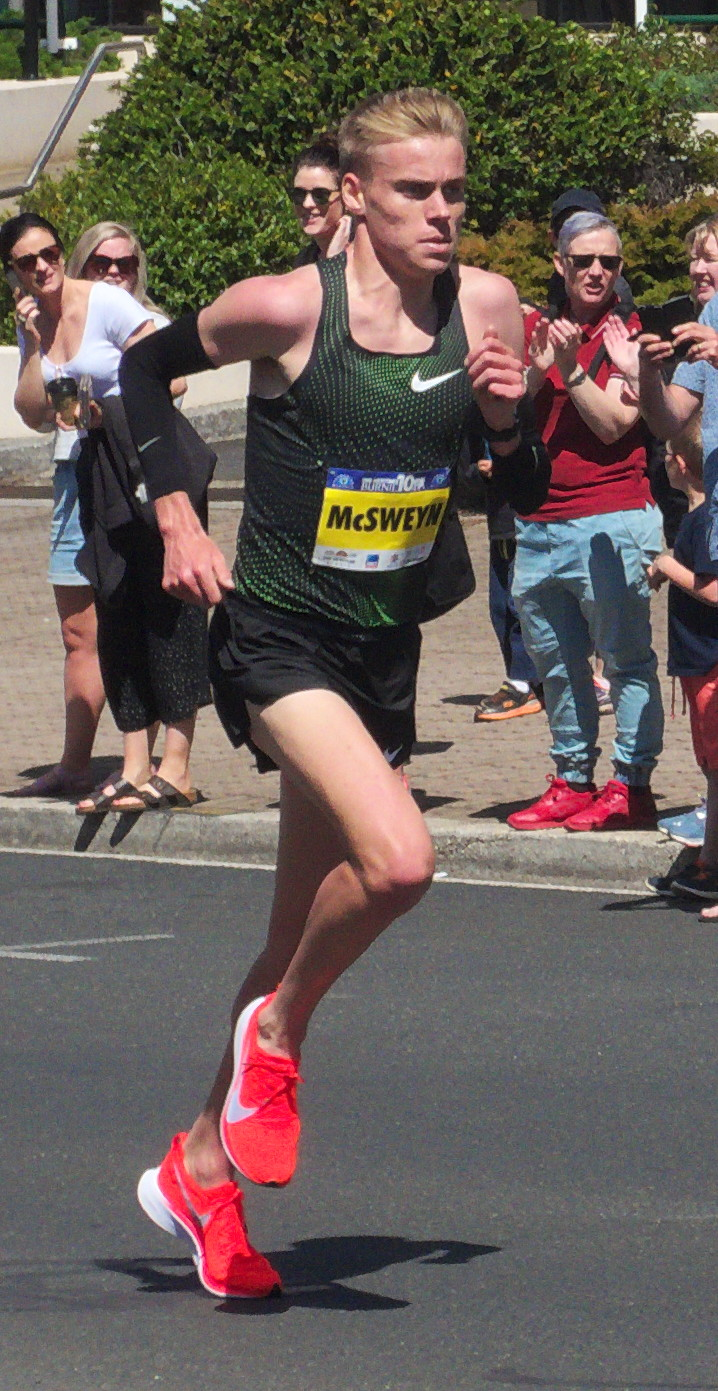
Stewart McSweyn Rang zehn in 3:37,95 min
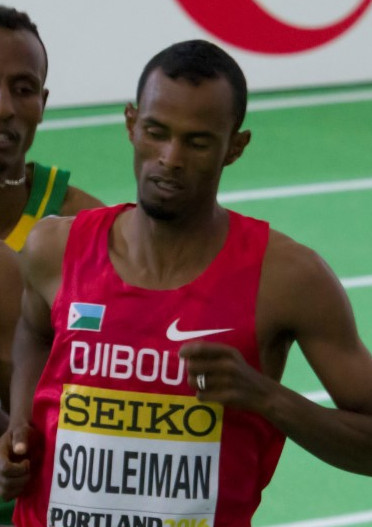
Ayanleh Souleiman Rang elf in 3:38,35 min

### Lauf 2

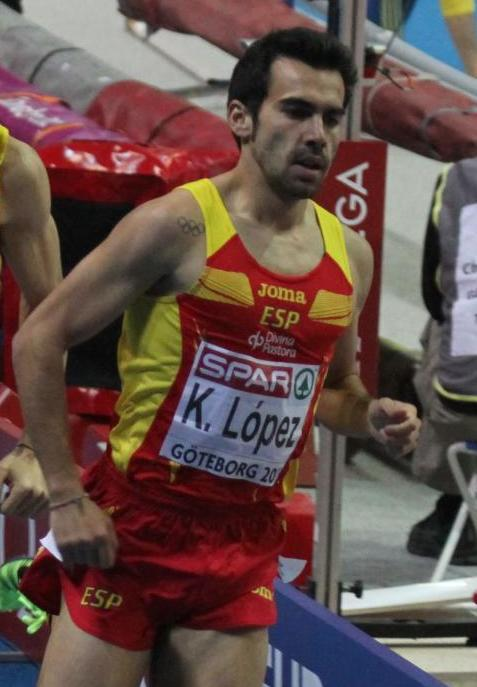
Kevin López – ausgeschieden als Zehnter in 3:37,56 min
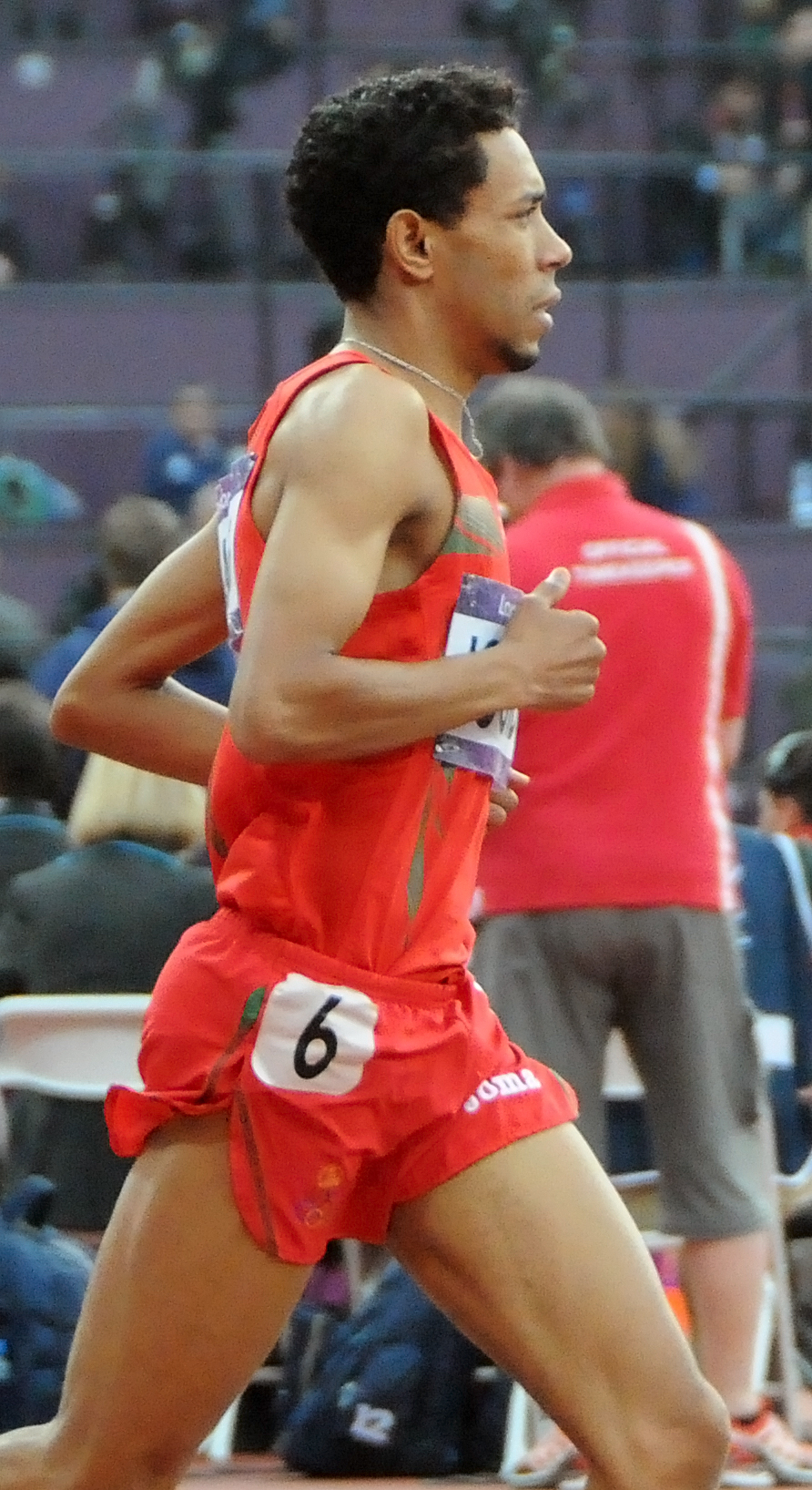
Abdelaati Iguider – ausgeschieden als Zwölfter in 3:42,23 min
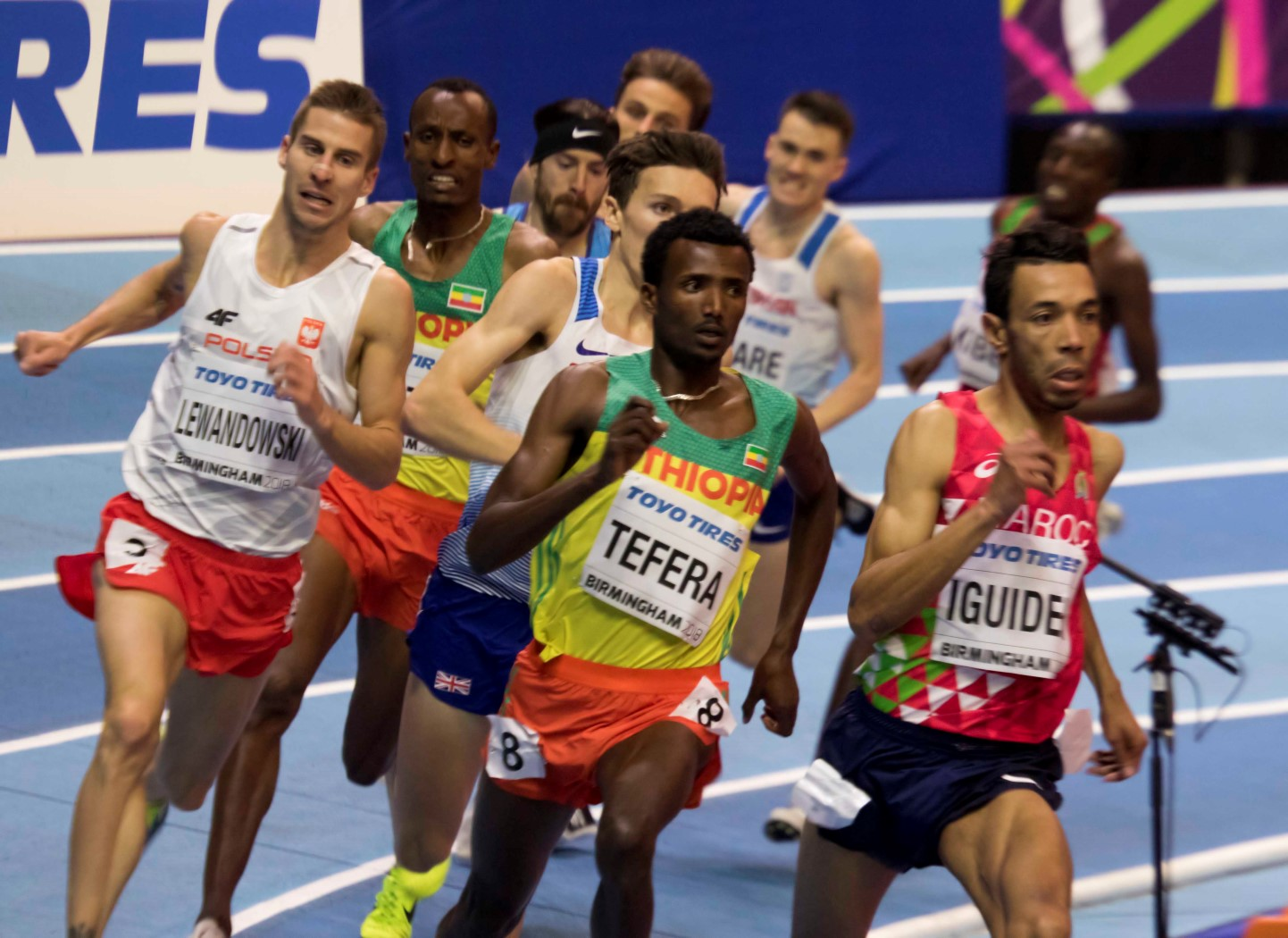
Samuel Tefera (Nr. 8) – nicht im Ziel

4. Oktober 2019, 20:20 Uhr Ortszeit (19:20 Uhr MESZ)
| Platz | Athlet               | Land           | Zeit (min) |
| ----- | -------------------- | -------------- | ---------- |
| 1     | Marcin Lewandowski   | Polen          | 3:36,50    |
| 2     | Ronald Kwemoi        | Kenia          | 3:36,53    |
| 3     | Jakob Ingebrigtsen   | Norwegen       | 3:36,58    |
| 4     | Josh Kerr            | Großbritannien | 3:36,58    |
| 5     | Youssouf Hiss Bachir | Dschibuti      | 3:36,72 SB |
| 6     | Matthew Centrowitz   | USA            | 3:36,77 SB |
| 7     | Jake Wightman        | Großbritannien | 3:36,85    |
| 8     | Matthew Ramsden      | Australien     | 3:37,16 PB |
| 9     | Ronald Musagala      | Uganda         | 3:37,19    |
| 10    | Kevin López          | Spanien        | 3:37,56    |
| 11    | Amos Bartelsmeyer    | Deutschland    | 3:37,74    |
| 12    | Abdelaati Iguider    | Marokko        | 3:42,23    |
| DNF   | Samuel Tefera        | Äthiopien      |            |

## Finale

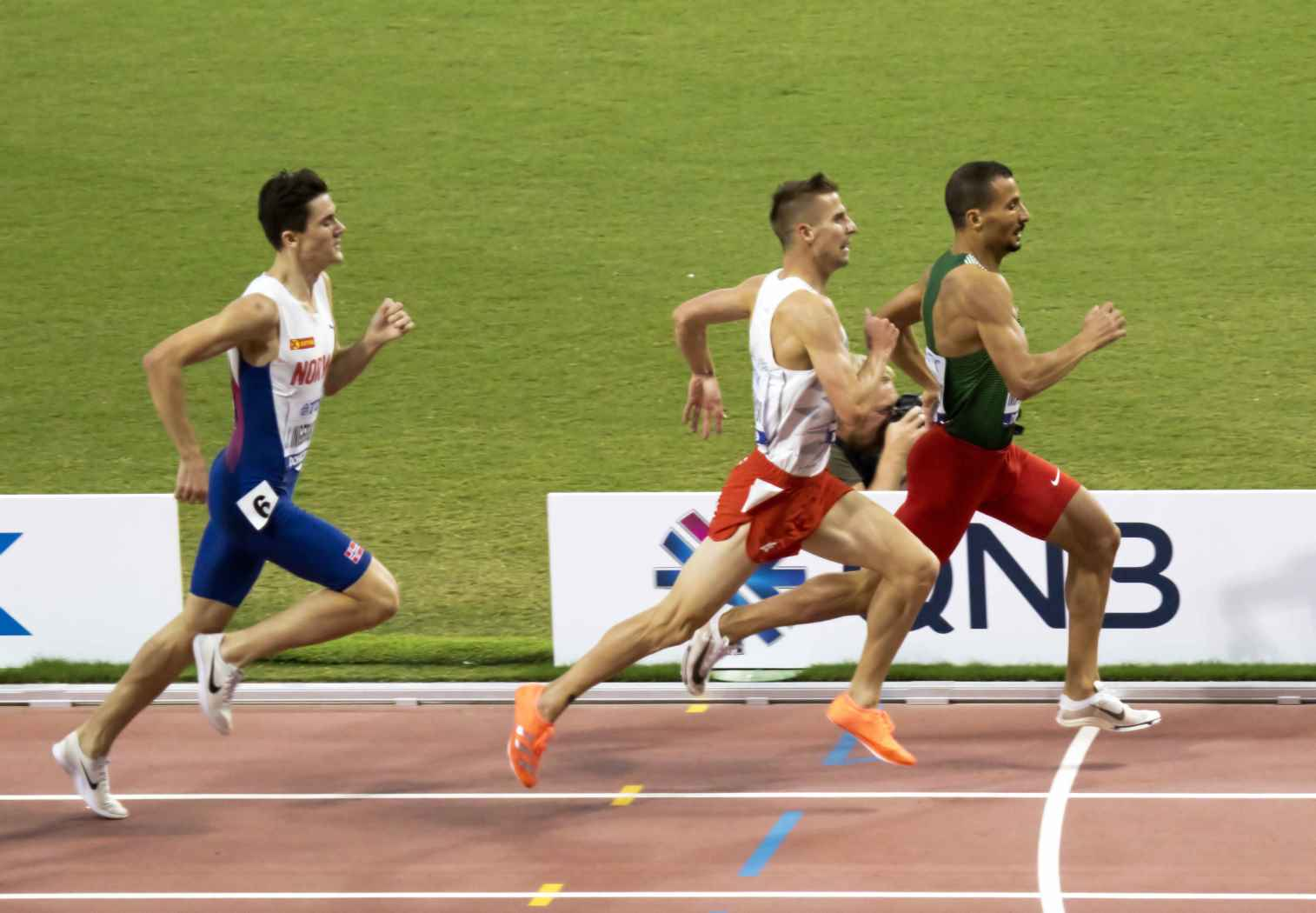
1500-Meter-Finale: Zieleinlauf auf den Rängen zwei bis vier (v. r. n. l.): Taoufik Makhloufi, Marcin Lewandowski, Jakob Ingebrigtsen

6. Oktober 2019, 19:40 Uhr Ortszeit (18:40 Uhr MESZ)
| Platz | Athlet               | Land           | Zeit (min) |
| ----- | -------------------- | -------------- | ---------- |
|       | Timothy Cheruiyot    | Kenia          | 3:29,26    |
|       | Taoufik Makhloufi    | Algerien       | 3:31,38 SB |
|       | Marcin Lewandowski   | Polen          | 3:31,46 NR |
| 4     | Jakob Ingebrigtsen   | Norwegen       | 3:31,70    |
| 5     | Jake Wightman        | Großbritannien | 3:31,87 PB |
| 6     | Josh Kerr            | Großbritannien | 3:32,52 PB |
| 7     | Ronald Kwemoi        | Kenia          | 3:32,72 SB |
| 8     | Matthew Centrowitz   | USA            | 3:32,81 SB |
| 9     | Kalle Berglund       | Schweden       | 3:33,70 NR |
| 10    | Craig Engels         | USA            | 3:34,24    |
| 11    | Neil Gourley         | Großbritannien | 3:37,30    |
| 12    | Youssouf Hiss Bachir | Dschibuti      | 3:37,96    |

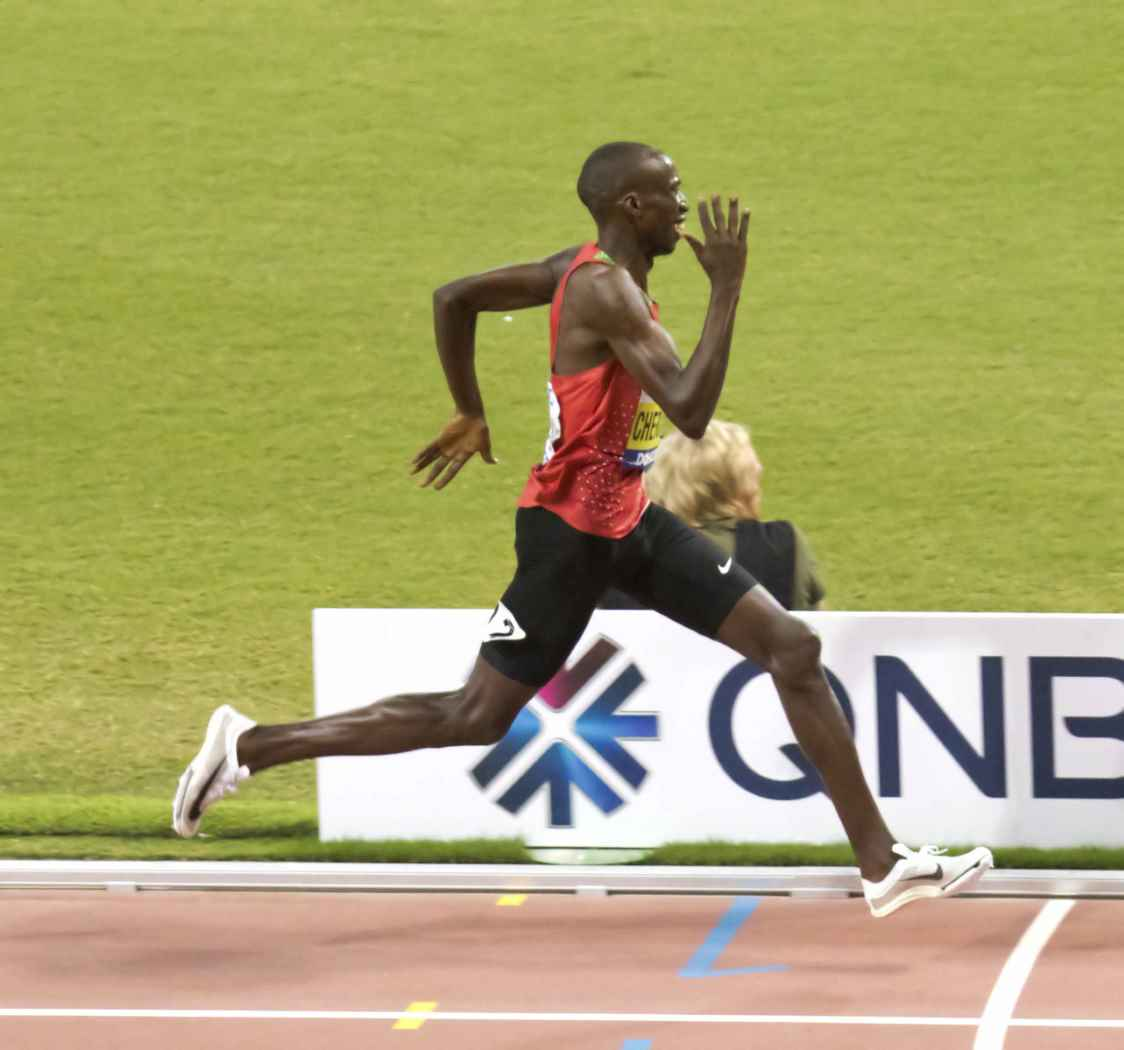
Timothy Cheruiyot siegte mit deutlichem Vorsprung
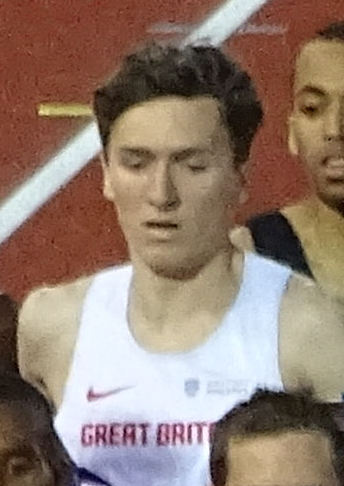
Jake Wightman erreichte Platz fünf
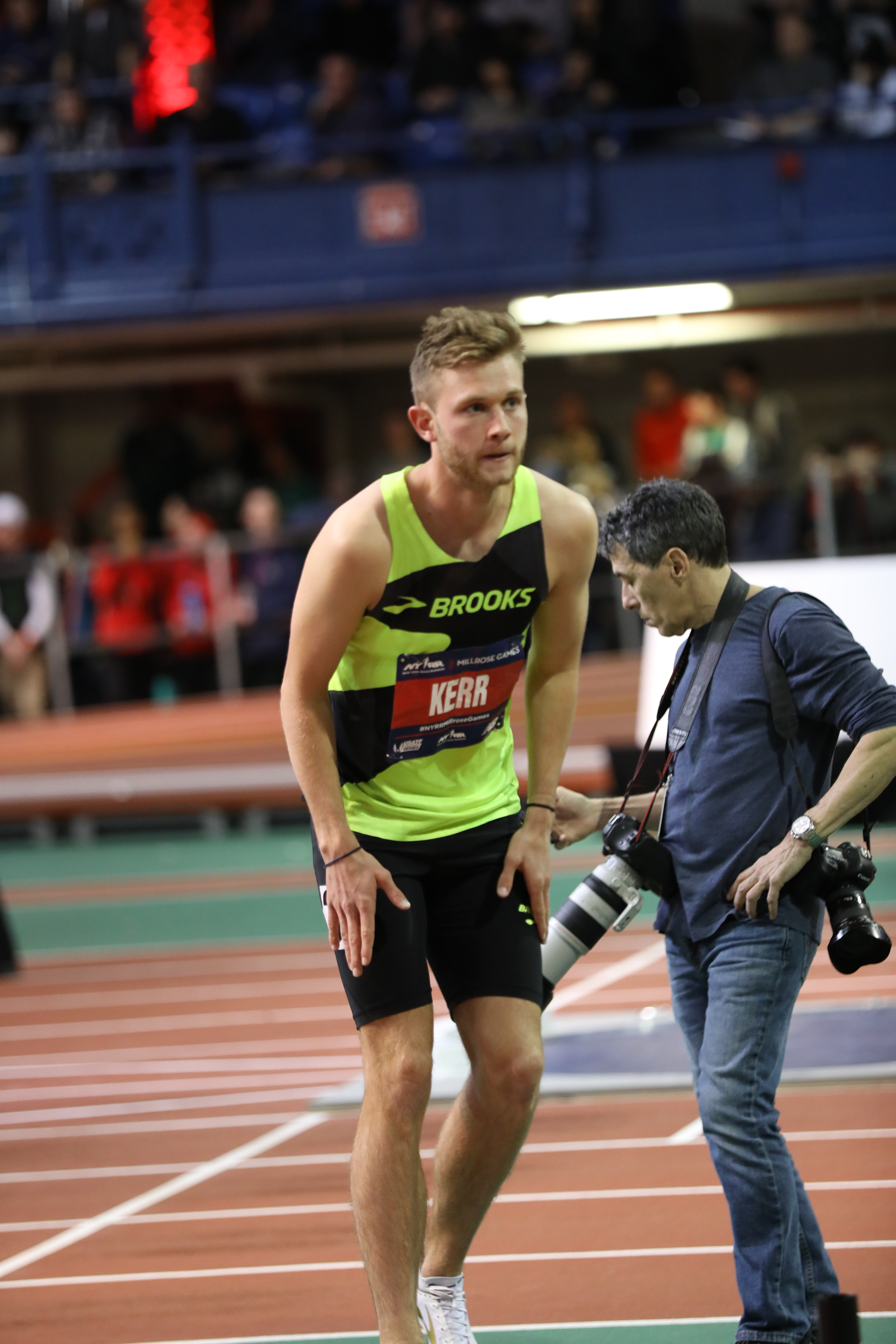
Josh Kerr kam auf den sechsten Platz
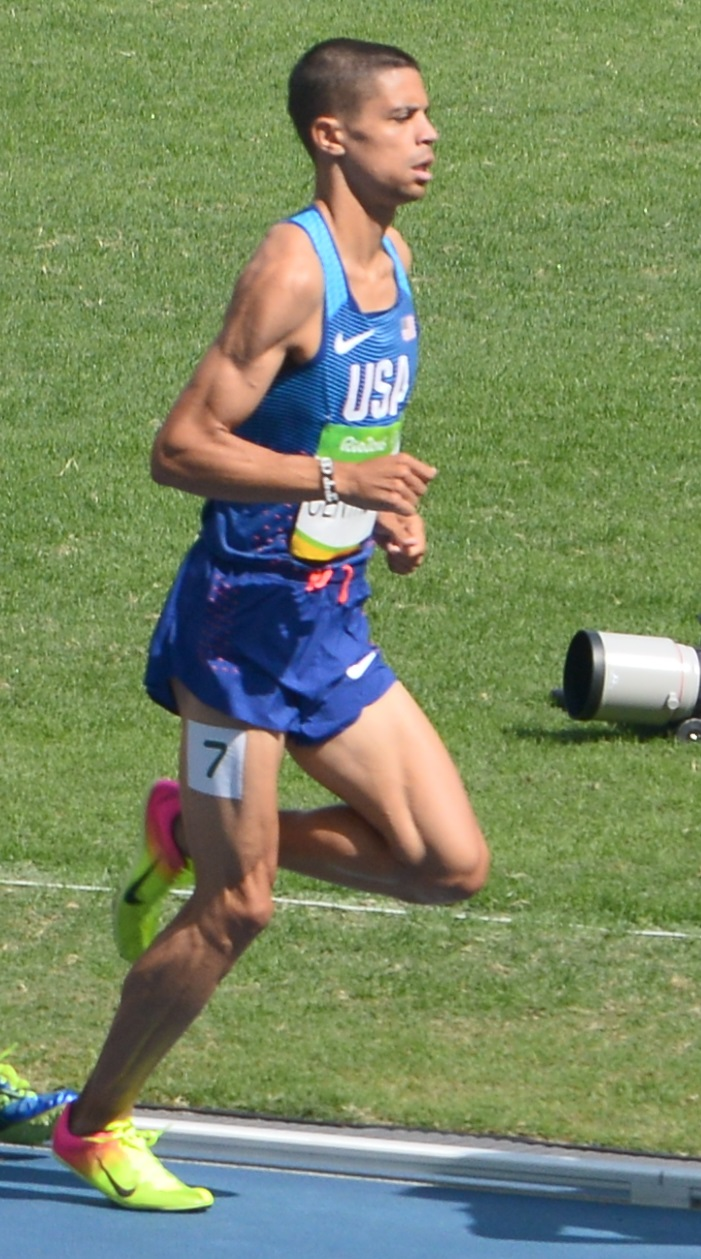
Matthew Centrowitz belegte Rang acht
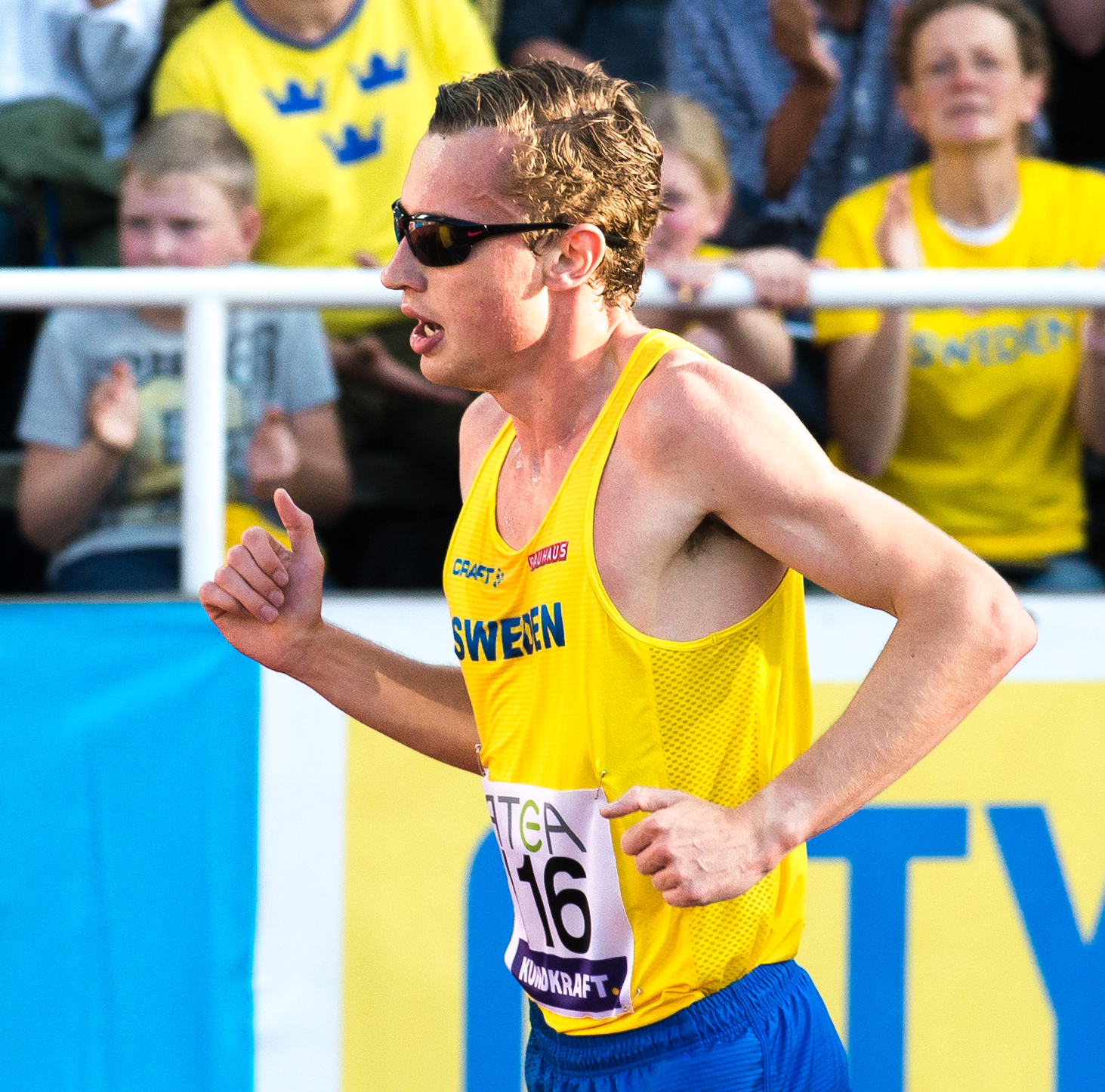
Kalle Berglund wurde Neunter
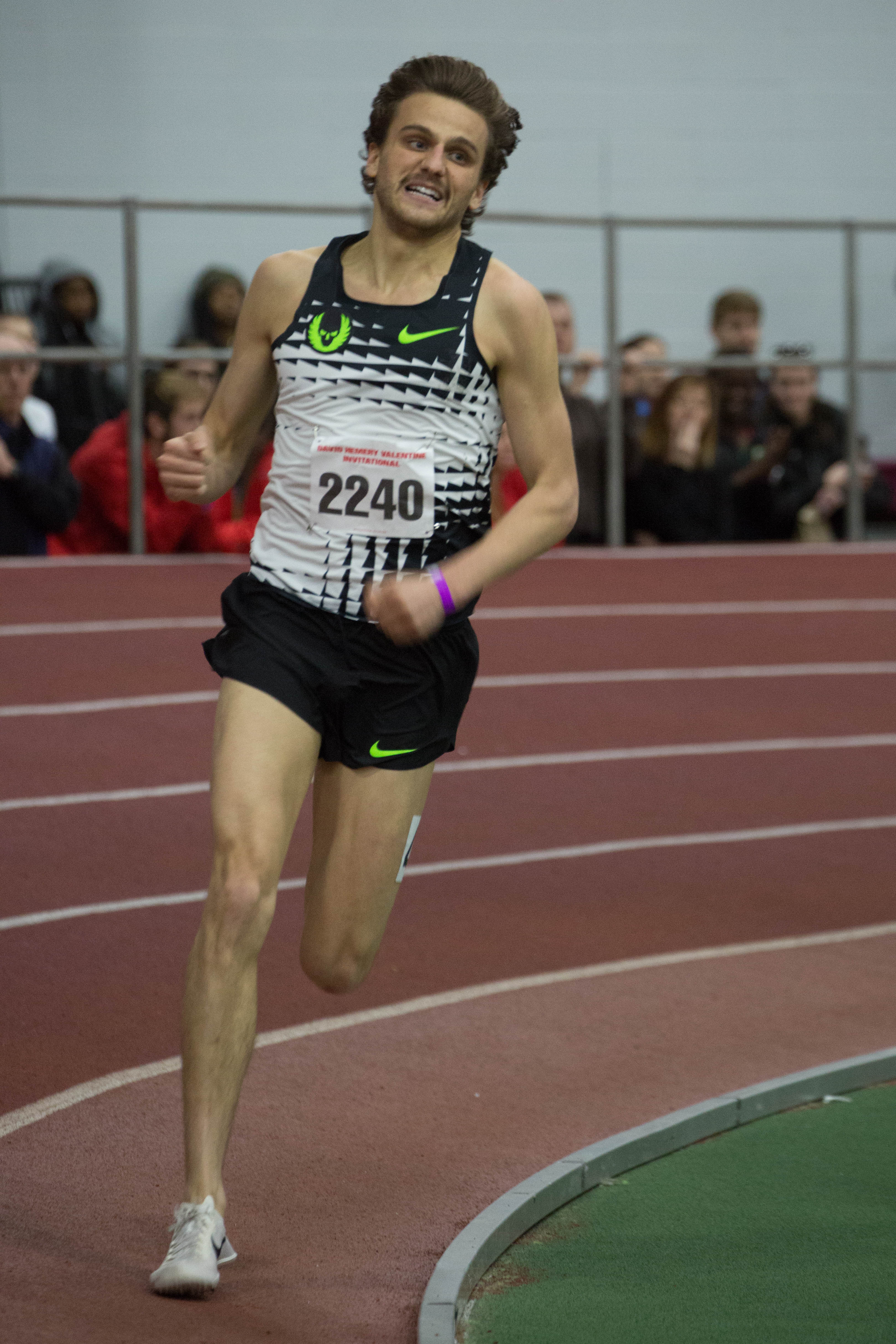
Rang zehn für Craig Engels
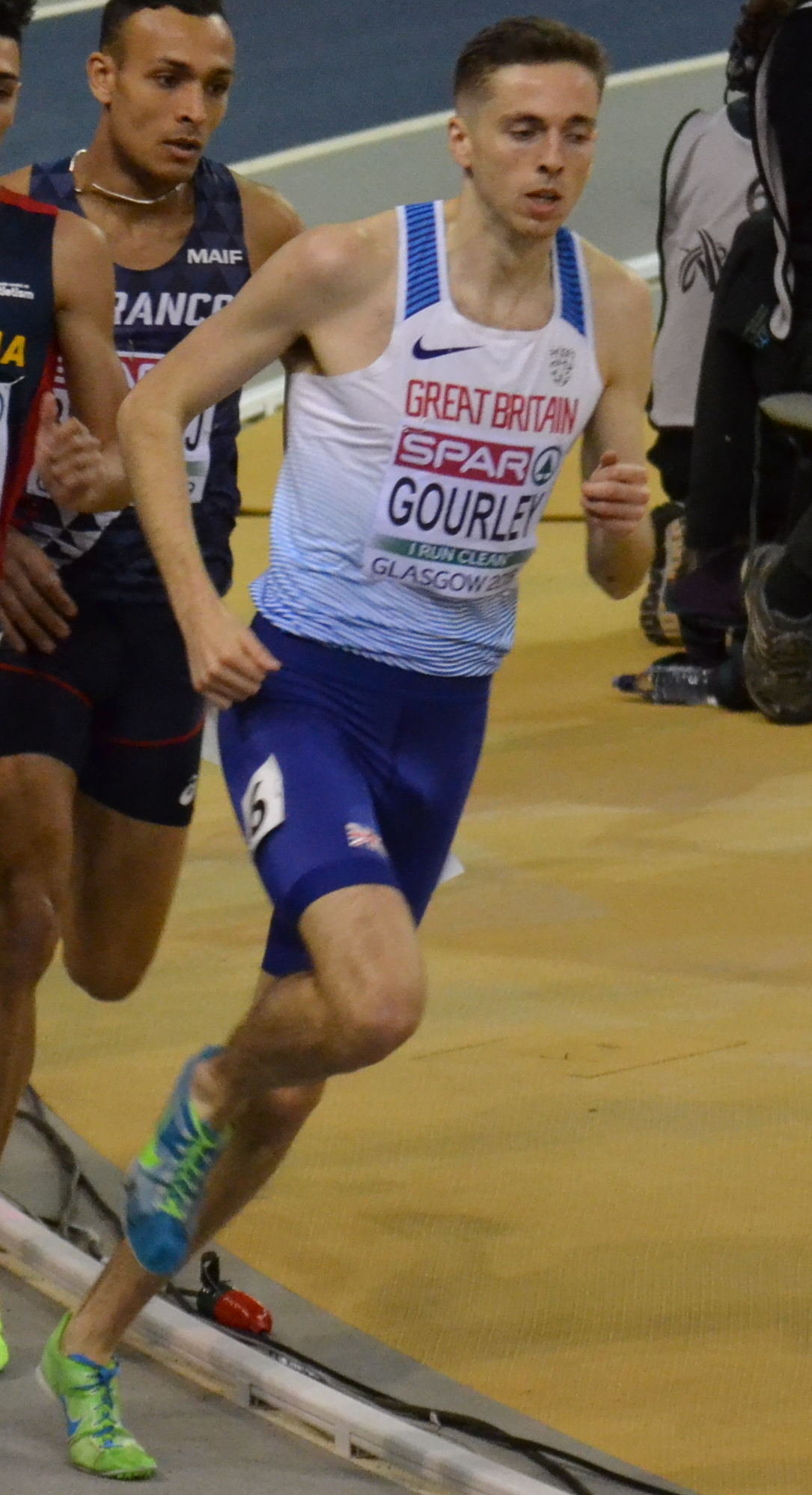
Der elftplatzierte Neil Gourley
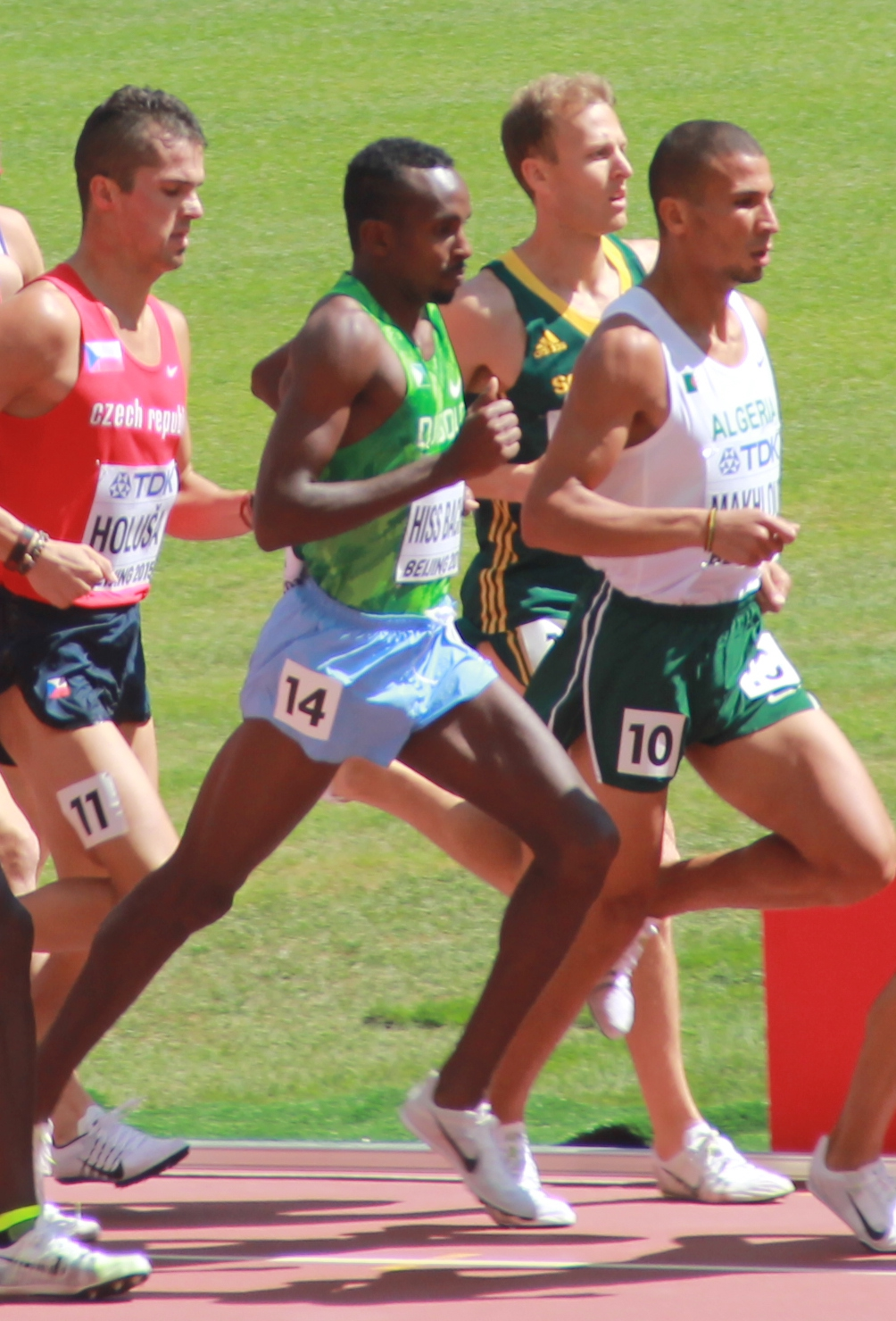
Youssouf Hiss Bachir (Nr. 14) – Rang zwölf

## Videolinks
- Men's 1500m Final | World Athletics Championships Doha 2019, youtube.com, abgerufen am 12. März 2021
- Men's 1500m Semi-Finals | World Athletics Championships Doha 2019, youtube.com, abgerufen am 12. März 2021